# Приамурская армия ПВО
Приамурская армия ПВО — армия ПВО в вооружённых силах СССР во время Великой Отечественной войны.

## История и боевой путь
Армия сформирована к концу апреля 1945 года на основании постановления Государственного Комитета Обороны № 7228сс от 14 марта 1945 года и директивы Генштаба Красной Армии от 04.04.1945 года в составе Дальневосточного (с 5 августа 1945 года — 2-го Дальневосточного) фронта на базе управления, соединений и частей Дальневосточной зоны ПВО и передислоцированных с западного ТВД соединений и частей. Основная задача армии — прикрытие от ударов с воздуха городов Хабаровск, Комсомольск-на-Амуре, Николаевск-на-Амуре, объектов, коммуникаций тыла, районов сосредоточения и группировки войск фронта. Частью сил прикрывала объекты на Северном Сахалине. Штаб армии размещался в Хабаровске.
История организационного строительства:
- Дальневосточная зона ПВО;
- Приамурская армия ПВО;
- Дальневосточная армия ПВО (с 29.10.1945 г.)[2];
- 11-я отдельная армия ПВО (с 24.03.1960 г.)[3];
- 11-я отдельная Краснознамённая армия ПВО (с 30.04.1975 г.)[4];
- войсковая часть 64603.

В составе ВС Российской Федерации:
- 11-я отдельная Краснознамённая армия ПВО;
- 11-я армия ВВС и ПВО (с 01.07.1998 г.)
- 3-е Краснознамённое командование ВВС и ПВО (с 01.12.2010 г.);
- 11-я армия ВВС и ПВО (с 01.08.2015 г.).

Армия входила в состав войск 2-го Дальневосточного фронта. В августе 1945 года в боевом составе армии находились:
- 3-й корпус ПВО (генерал-майор артиллерии Лярский И. Г.);
- 15-й корпус ПВО (генерал-майор артиллерии Межинский Г. П.);
- 97-я дивизия ПВО (генерал-майор артиллерии Барабаш В. С.);
- 98-я дивизия ПВО;
- 149-я истребительная авиационная дивизия;
  - 18-й истребительный авиационный полк;
  - 60-й истребительный авиационный полк;
  - 400-й истребительный авиационный полк.

Боевой состав армии насчитывал: 2 зенитных артиллерийских бригады, 4 истребительных авиационных полка, 8 зенитных артиллерийских полков, 18 отдельных зенитных артиллерийских дивизионов, 6 батальонов ВНОС, 14 зенитных бронепоездов и другие части.
К началу августа 1945 года сформированная Приамурская армия ПВО имела в своем составе два корпуса ПВО, две дивизии ПВО и одну истребительную авиационную дивизию. С объявлением 8 августа 1945 года Советским Союзом войны милитаристской Японии Приамурская армия ПВО принимала участие в Сунгарийской и Южно-Сахалинской стратегических операциях 2-го Дальневосточного фронта. Части ВНОС корпусов и дивизий ПВО вели разведку как воздушного, так и наземного противника, выдавали информацию о нём другим соединениям армии, 2-й Краснознаменной, 15-й и 16-й армиям, 10-й воздушной армии. Части зенитной артиллерии принимали участие в артиллерийской подготовке, а в последующем — и поддержке наступающих войск. Авиационные полки армии ПВО осуществляли прикрытие объектов и войск патрулированием в воздухе и дежурством на аэродромах.При прикрытии объектов с воздуха основную боевую работу авиация армии выполняла в районе Приамурской железной дороги от Ксеньевской до Хабаровска и Дальневосточной железной дороги от Хабаровска до Губерово. Часть сил армии обеспечивала ПВО городов Комсомольск-на-Амуре, Николаевск-на-Амуре и ряда пунктов на Северном Сахалине. В связи с тем что в районах действий Приамурской армии ПВО самолеты противника не появлялись, ее истребительная авиация применялась для сопровождения особо важных транспортных самолетов, прикрытия аэродромов бомбардировочной авиации и ведения разведки.
Армия 29 октября 1945 года была переименована в Дальневосточную армию ПВО.

## Командный состав

### Командующий войсками
- генерал-майор артиллерии Я. К. Поляков[1] (апрель 1945 г. — 29.10.1945 г.)
- генерал-майор артиллерии Мартынюк-Максимчук Владимир Авксентьевич[6](31.12.1954 - 01.1956)

### Заместители
- Член Военного совета — генерал-майор авиации В. С. Шимко (апрель 1945 г. — до конца советско-японской войны)
- Начальник штаба — генерал-майор Г. М. Кобленц (апрель 1945 г. — до конца советско-японской войны)